# Ramseh-ye Yek
Ramseh-ye Yek (persiska: رمسه یک) är en ort i Iran.   Den ligger i provinsen Khuzestan, i den västra delen av landet, 600 km sydväst om huvudstaden Teheran. Ramseh-ye Yek ligger 18 meter över havet och antalet invånare är 139.
Terrängen runt Ramseh-ye Yek är mycket platt. Runt Ramseh-ye Yek är det ganska tätbefolkat, med 144 invånare per kvadratkilometer. Närmaste större samhälle är Ḩamīdīyeh, 12,3 km norr om Ramseh-ye Yek. Omgivningarna runt Ramseh-ye Yek är i huvudsak ett öppet busklandskap.